# Onthophagus adornatus
Onthophagus adornatus är en skalbaggsart som beskrevs av D'orbigny 1904. Onthophagus adornatus ingår i släktet Onthophagus och familjen bladhorningar. Inga underarter finns listade i Catalogue of Life.